# نينا شاتسكايا
نينا أركاديفنا شاتسكايا ((بالروسية: Нина Аркадьевна Шацкая) من مواليد 22 أبريل 1966 هي مغنية وممثلة روسية، اشتهرت بأسلوبها الجازي في التراث الرومانسي الروسي. الابتعاد عن دائرة الضوء، تحظى شاتسكايا باحترام كبير من قبل النقاد والزملاء. وفقًا للملحن نيكيتا بوغوسلوفسكي، «بجانب» أساطير «البوب لدينا، إنها ملكة حقيقية: وحيدة ولا يمكن المساس بها.»  أصدرت شاتسكايا سبعة ألبومات لقيت استحسانًا وتم اختياره كفنان جدير بالتقدير لروسيا في عام 2004.

## سيرة شخصية
ولدت نينا أركاديفنا شاتسكايا في ريبينسك أول ظهور لها في الغناء. كان الانضباط الصارم (الذي كان لسنوات عديدة غير راغب في دعم طموحها في أن تصبح مغنية محترفة)، أثبتت في وقت لاحق أنه معلمة مثالية ومصدر إلهام رئيسي.
بعد التخرج من المدرسة، لم تستطع نينا تحديد الكلية التي ستلتحق بها، لذلك أرسلها أركادي شاتسكي إلى مستوطنة بالقرب من مصنع زراعي للعمل هناك لمدة عام كمديرة للنادي. «هذا هو المكان الذي تعلمت فيه معنى كلمة» الحياة الثقافية الريفية «. حاولت جاهدة الحصول على بعض الأفلام الهندية لعمالنا، ورسمت لوحات إعلانية ونظمت الحفلات»، تذكرت فيما بعد. بعد مرور عام، انتقلت نينا إلى لينينغراد وسجلت في كلية الإدارة في الجامعة الإنسانية. في وقت لاحق التحقت بمدرسة قاعة الموسيقى مدرسة الاستوديو وتخرجت من كليهما. في لينينغراد شعرت بعدم الارتياح والوحدة. وقالت في مقابلة: «بينما كانت صديقاتي منشغلات في مغازلة الرجال، أمضيت كل أمسياتي في المعهد الموسيقي أو فيلهارمونيك». ومع ذلك، تذكرت شاتسكايا باعتزاز السنوات التي قضتها في قاعة الموسيقى في لينينغراد. وتذكرت قائلة: «كان المعلمون هناك رائعين، وكان الممثلون جميعًا أفرادًا، كل منهم يتعلم أسلوبه الخاص». انتقلت إلى قاعة الموسيقى في موسكو ودرست الغناء في أكاديمية جينيسين، في فصل ناتاليا أندريانوفا، بينما قامت أيضًا بعمل تسجيلات متنوعة مع الأوركسترا للتلفزيون والإذاعة السوفيتية.

## حياة خاصة
المصور الإيطالي فرانكو فيتالي، المعروف بتعاونه مع فيليني، جاء إلى روسيا في أواخر الثمانينيات ووقع في حب نينا شاتسكايا، التي كانت آنذاك مغنية موسكونسيرت. اقترح عليها لكنها رفضت. صنع فيتال أكثر من ألف صورة لشاتسكايا ظهرت لاحقًا في المجلات الإيطالية. تسبب هذا في انتشار شائعة بأنها عملت كعارضة أزياء في إيطاليا، وهي مصرة على أنها لم تفعل ذلك أبدًا. في التسعينيات كانت متورطة بشكل رومانسي مع الملحن ماكسيم دونايفسكي. في إحدى المقابلات التي أجرتها في العقد الأول من القرن الحادي والعشرين، وصفت شاتسكايا عائلتها بأنهم "أمي وأخي [ديمتري] مع عائلته". لم تتزوج قط. وعلقت في إحدى المقابلات قائلة: "هذا 'الافتقار إلى الحب' يزعجني، نعم، لكن على المرء أن يوافق على أن الرجال المشاكسين والحيويين والعاطفيين قليلون جدًا، بينما يشعرني بالملل ''، مضيفة:" في العلاقات أفضل الاحتفاظ بها. بعد بلدي. وإلا فأنا منفتح تمامًا وشخص اجتماعي للغاية".
تشمل قائمة هوايات نينا شاتسكايا السفر الغريب والغوص والتصوير الفوتوغرافي. أشادت الجمعية الجغرافية الروسية بأعمالها.

## وصلات خارجية
- نينا شاتسكايا على موقع ميوزك برينز (الإنجليزية)
- نينا شاتسكايا على موقع ديسكوغز (الإنجليزية)